# Unley
Unley är en förstad till Adelaide i Australien. Den ligger i kommunen Unley och delstaten South Australia, nära delstatshuvudstaden Adelaide. Antalet invånare är 3 585.
Runt Unley är det ganska tätbefolkat, med 222 invånare per kvadratkilometer.. Närmaste större samhälle är Adelaide, nära Unley. 
I omgivningarna runt Unley växer huvudsakligen savannskog. Genomsnittlig årsnederbörd är 729 millimeter. Den regnigaste månaden är juni, med i genomsnitt 133 mm nederbörd, och den torraste är december, med 21 mm nederbörd.